# 烟蝠科
烟蝠科 （学名：Furipteridae）为翼手目的一科哺乳动物。

## 属
- 四指蝠属 Amorphochilus Peters, 1877
- 烟蝠属 Furipterus Bonaparte, 1837